# Ендрю Масґрейв
Ендрю Масґрейв (6 березня 1990 , Пул, Дорсет ) - британський лижник, учасник трьох Олімпійських ігор і семи чемпіонатів світу. Спеціаліст з дистанційних перегонів, найкращий британський лижник XXI століття. Молодший брат британської лижниці Позі Масґрейв.
Живе в норвезькому Тронхеймі, тренується в Норвегії.

## Спортивна кар'єра
У Кубку світу Масґрейв дебютував 29 листопада 2008 року. За кар'єру один раз потрапляв у трійку найкращих на етапах Кубка світу, посівши третє місце на дистанції 15 км 16 грудня 2017 року. Найкраще досягнення Масґрейва в загальному заліку Кубка світу - 21-ше місце в сезоні 2018-2019.
Брав участь у трьох поспіль Олімпійських іграх (2010, 2014, 2018). Найкращий результат — сьоме місце в скіатлоні на Олімпійських іграх 2018 (бронзовому призерові Масґрейв поступився 15 сек).
За свою кар'єру брав участь у семи поспіль чемпіонатах світу (2009-2021). Найкращий результат – четверте місце в мас-старті на 50 км вільним стилем на чемпіонаті світу 2017 року в Лахті (Масґрейв зумів випередити всіх норвежців та програв чемпіону Алексу Гарві лише 2,9 сек). Це найкращий в історії результат для британських лижників на чемпіонатах світу. А ще британець посідав сьомі місця в скіатлоні на чемпіонатах світу 2019 та 2021 років.
Використовує лижі, черевики та кріплення виробництва фірми Salomon.

## Результати за кар'єру
Усі результати наведено за даними Міжнародної федерації лижного спорту.

### Олімпійські ігри
| Рік  | Вік | 15 км індивідуальні пер. | 30 км скіатлон | 50 км мас-старт | Спринт | 4 × 10 км естафета | Командна першість спринт |
| ---- | --- | ------------------------ | -------------- | --------------- | ------ | ------------------ | ------------------------ |
| 2010 | 19  | 55                       | 51             | —               | 58     | —                  | НФ                       |
| 2014 | 23  | 44                       | —              | 53              | 29     | —                  | НФ                       |
| 2018 | 27  | 28                       | 7              | 37              | —      | —                  | 12                       |

### Чемпіонати світу
| Рік  | Вік | 15 км індивідуальні пер. | 30 км скіатлон | 50 км мас-старт | Спринт | 4 × 10 км естафета | Командна першість спринт |
| ---- | --- | ------------------------ | -------------- | --------------- | ------ | ------------------ | ------------------------ |
| 2009 | 18  | 56                       | 45             | —               | 65     | 14                 | 17                       |
| 2011 | 20  | 50                       | 58             | 59              | 28     | 15                 | 22                       |
| 2013 | 22  | 28                       | 38             | 41              | —      | —                  | —                        |
| 2015 | 24  | 16                       | 12             | 34              | —      | —                  | —                        |
| 2017 | 26  | 12                       | 11             | 4               | —      | —                  | —                        |
| 2019 | 28  | 8                        | 7              | 8               | —      | —                  | —                        |
| 2021 | 30  | 10                       | 7              | 7               | —      | —                  | —                        |

### Кубки світу

#### Підсумкові місця в Кубку світу за роками
| Сезон | Вік | Місце в дисципліні | Місце в дисципліні | Місце в дисципліні | Місце в Скі Тур | Місце в Скі Тур | Місце в Скі Тур | Місце в Скі Тур   | Місце в Скі Тур |
| Сезон | Вік | Загалом            | Дистанція          | Спринт             | Nordic Opening  | Тур де Скі      | Скі Тур 2020    | Фінал Кубка світу | Скі Тур Канада  |
| ----- | --- | ------------------ | ------------------ | ------------------ | --------------- | --------------- | --------------- | ----------------- | --------------- |
| 2009  | 19  | НК                 | НК                 | НК                 | Н/Д             | —               | Н/Д             | 70                | Н/Д             |
| 2010  | 20  | НК                 | НК                 | НК                 | Н/Д             | —               | Н/Д             | —                 | Н/Д             |
| 2011  | 21  | НК                 | НК                 | НК                 | —               | —               | Н/Д             | —                 | Н/Д             |
| 2012  | 22  | 147                | 95                 | 98                 | —               | 52              | Н/Д             | —                 | Н/Д             |
| 2013  | 23  | 82                 | 93                 | 50                 | —               | 52              | Н/Д             | —                 | Н/Д             |
| 2014  | 24  | 65                 | 52                 | 76                 | —               | 26              | Н/Д             | —                 | Н/Д             |
| 2015  | 25  | 44                 | 38                 | 65                 | 50              | 19              | Н/Д             | Н/Д               | Н/Д             |
| 2016  | 26  | 43                 | 31                 | 67                 | 16              | 40              | Н/Д             | Н/Д               | 36              |
| 2017  | 27  | 23                 | 18                 | 43                 | 29              | 18              | Н/Д             | 9                 | Н/Д             |
| 2018  | 28  | 22                 | 14                 | 69                 | 28              | 15              | Н/Д             | 29                | Н/Д             |
| 2019  | 29  | 21                 | 18                 | 73                 | 15              | 17              | Н/Д             | 17                | Н/Д             |
| 2020  | 30  | 70                 | 49                 | НК                 | 31              | 32              | 45              | Н/Д               | Н/Д             |
| 2021  | 31  | 20                 | 16                 | 60                 | 6               | НФ              | Н/Д             | Н/Д               | Н/Д             |

#### П'єдестали в особистих дисциплінах
- 2 п'єдестали – (1 КС, 1 ЕКС)

| № | Сезон   | Дата            | Місце пров.       | Перегони               | Рівень           | Місце |
| - | ------- | --------------- | ----------------- | ---------------------- | ---------------- | ----- |
| 1 | 2016–17 | 19 березня 2017 | Квебек (Канада)   | 15 км переслідування В | Етап кубка світу | 2-ге  |
| 2 | 2017–18 | 16 грудня 2017  | Добб'яко (Італія) | 15 км індивідуальні В  | Кубок світу      | 3-тє  |